# Konami VRC6

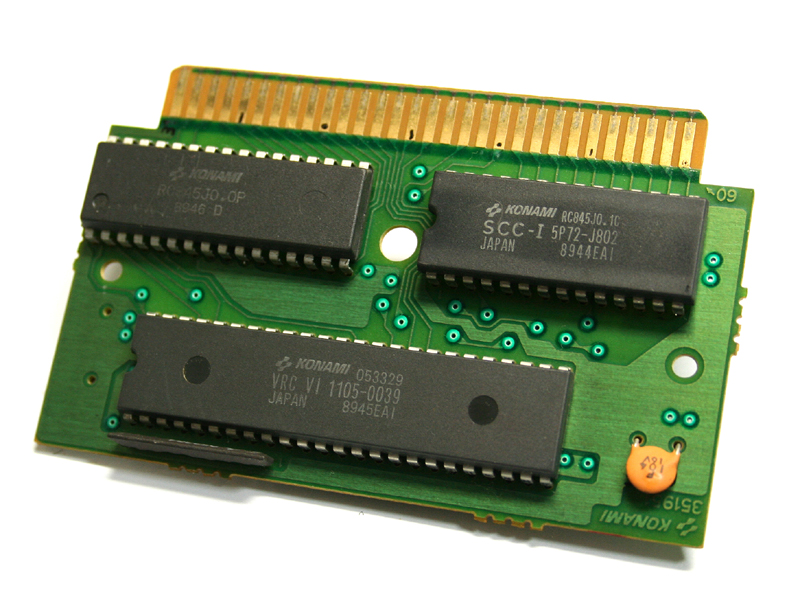
Микросхема Konami VRC VI на плате картриджа игры Akumajou Densetsu

Konami VRC6 (VRC-VI) — электронный компонент, специализированная микросхема, разработанная компанией Konami в конце 1980-х годов и применявшаяся в некоторых играх этой компании для игровой консоли Nintendo Famicom. Предназначена для расширения возможностей консоли, содержит в себе устройство управления расширенной памятью (маппер) и дополнительный звукогенератор.
Помимо технических специалистов, в разработке микросхемы принимал участие Хидэнори Маэдзава, композитор Konami (работал над музыкой и звуком в играх Contra, Castlevania и других).

## Описание
Микросхема VRC6 использовалась в составе игрового картриджа для некоторых игр на Famicom. В играх для Nintendo Entertainment System (версия консоли для США и Европы) эта микросхема не применялась. Причиной являются отличия в наборе сигналов на слоте картриджа Famicom и NES — последняя не имеет аналоговых линий для источника звука, находящегося на картридже. Также, до начала 1990-х годов Nintendo не разрешала использование нестандартных (производимых сторонними разработчиками) компонентов для игр, выходящих за пределами Японии. Для единственной игры, использовавшей VRC6 и выходившей также на английском языке — Akumajou Densetsu — в качестве устройства управления расширенной памятью была применена более распространённая микросхема Nintendo MMC5, а музыка была переписана под штатный звукогенератор консоли (её звучание и аранжировки упростились). В играх, использующих звуковые возможности VRC6, микросхема работает вместе со штатным синтезатором 2A03, реализуя таким образом 8-канальный синтезатор.
VRC6 входит в серию специализированных микросхем управления расширенной памятью компании Konami. Помимо VRC6, известны также микросхемы VRC2, VRC4, VRC5, VRC7. Из них только микросхемы VRC6 и VRC7 содержат дополнительный звукогенератор, остальные микросхемы реализуют только управление расширенной памятью.
Микросхема выполнена в корпусе DIP48. На корпусе каждой микросхемы имеется маркировка KONAMI 053329 VRC VI 1105-0039 JAPAN, после которой следует код даты и места производства, например 8945EAI. Первые две цифры означают год, следующие две — номер недели в году. Буквы являются кодовым обозначением завода-производителя и партии.

## Технические характеристики
- Звукогенератор:
  - 2 канала, генерирующие сигнал квадратной формы:
    - 16 уровней громкости
    - Управление скважностью, 8 градаций (от 6.25 до 50 %)
    - Диапазон генерируемых частот от 27 Гц до 111.25 КГц
    - Возможность использования каналов в качестве 4-разрядных ЦАП

  - 1 канал, генерирующий сигнал пилообразной формы:
    - 16 уровней громкости
    - Аккумулятор фазы
    - Диапазон генерируемых частот от 31 Гц до 127 КГц
- Управление памятью:
  - 1 окно 16 КБ в адресном пространстве процессора
  - 1 окно 8 КБ в адресном пространстве процессора
  - 8 окон по 1 КБ в адресном пространстве видеоконтроллера
  - Горизонтальное и вертикальное отражение видеопамяти
  - Существующие игры имеют объём до 512 КБ
- Дополнительно:
  - Возможность генерации прерывания с частотой 15625 Гц (частота строк, но без прямой синхронизации с телевизионной развёрткой)

Звук генерируется полностью цифровой схемой и выдаётся в виде параллельного 6-разрядного кода, преобразуемого внешним 6-разрядным ЦАП (простейшая цепная R-2R схема) в аналоговый сигнал.

## Список игр
Микросхема VRC6 применялась в трёх играх от Konami:
- Akumajou Densetsu (1989) — японская версия Castlevania III: Dracula's Curse
- Mouryou Senki Madara (1990)
- Esper Dream II (1992)

Помимо этого, возможности генерации звука микросхемы VRC6 использовались в любительской музыке, создаваемой с помощью MCK/MML (Music Meta Language).

## Эмуляция
Эмуляция VRC6 реализована во многих современных эмуляторах NES/Famicom. Также VRC6 поддерживается основными плагинами для воспроизведения музыки в формате NSF.